# Supergigantă roșie
Supergigantele roșii sunt stele supergigante (clasă de luminozitate I) din spectrul stelar K sau M. Supergigantele roșii sunt, ca volum, cele mai mari stele din univers, dar nu sunt și cele mai mari în ceea ce privește masa lor. Cele mai cunoscute supergigante roșii sunt Betelgeuse și Antares.

Dimensiunile supergigantei roşii Antares, raportate la cele ale stelei Arcturus, ale Soarelui (punctul alb) și ale orbitei lui Marte (linia punctată din interiorul supergigantei Antares)

## Caracteristici
După ce își epuizează rezervele de hidrogen, stelele cu masă de peste 10 ori mai mare decât masa solară devin supergigante roșii, intrând în faza de ardere a resurselor de heliu. Aceste stele au o temperatură de suprafață foarte scăzută (3.500-4.000 K) și diametre enorme. Cinci din cele mai mari supergigante roșii cunoscute din Galaxie sunt VY Canis Majoris, Mu Cephei, KW Sagitarii, V354 Cephei și KY Cygni, toate cu diametre de aproximativ 1.500 de ori mai mari ca al Soarelui (în jur de 14 u.a., adică de 14 ori distanța de la Pământ la Soare). Diametrul celor mai multe dintre gigantele roșii este cuprins între 200 și 800 diametre solare. Dacă o gigantă roșie ar putea fi plasată în centrul sistemului solar, aceasta ar îngloba chiar și Pământul.
Supergigantele roșii nu au o fotosferă distinctă, au un vânt stelar lent și dens, iar, dacă reacțiile nucleare din nucleu sunt încetinite din diverse motive, ele se pot reduce ca dimensiuni, devenind supergigante albastre. O supergigantă albastră are un vânt stelar rapid, dar împrăștiat, ceea ce permite materialului expulzat în faza de gigantă roșie să se comprime într-un nucleu care se mărește.
Masa multor supergigante roșii generează destulă presiune pentru a arde elemente mai grele decât carbonul sau oxigenul, ajungând în cele din urmă să ardă toate elementele chimice până la fier. Aproape de sfârșitul vieții lor supergigantele roșii vor dezvolta straturi de elemente din ce în ce mai grele, straturile mai grele aflându-se mai aproape de nucleu.
Faza de supergigantă roșie a unei stele este relativ scurtă, durând între câteva sute de mii și circa un milion de ani. Cele mai mari supergigante roșii vor deveni stele Wolf-Rayet (stele WR), în timp ce supergigantele cu mase mai mici își vor încheia viața ca supernove de tip II.